# Frédérune
Frédérune ou Frérone, née vers 885/887 et morte le 10 février 917, est reine des Francs de 907 jusqu'à sa mort en tant qu'épouse de Charles III le Simple. 

## Famille
Il est certain qu'elle est une sœur de Beuve II (Bovo, Bovon), évêque de Châlons, et parente de Mathilde de Ringelheim, la deuxième épouse du roi Henri Ier de Germanie. Elle est possiblement une fille de Théodoric de Ringelheim (mort vers 916), comte en Westphalie, et donc une (demi-)sœur de Mathilde.

## Biographie
Le 16 avril 907, la noble Frederuna épouse le roi Charles le Simple, lui apportant de puissants alliés. Le roi constitue pour elle, au palais d'Attigny, un douaire comprenant le fisc de Corbeny et le palais de Ponthion, avec l'ensemble de leurs dépendances,. Mais elle ne donne au roi que des filles, ce qui entraîne un réel problème de succession. Son effacement de la scène publique a laissé supposer qu'elle aurait été délaissée par son mari, ce qui est sans fondement.
La France est confrontée aux invasions normandes, le traité de Saint-Clair-sur-Epte accorde à Rollon, chef des Normands, un territoire qui deviendra l'actuelle Normandie. Leur fille, Gisèle, lui est donnée en mariage.
Frédérune décède prématurément le 10 février 917, peut être en couches, et est inhumée dans le chœur de la basilique Saint-Remi de Reims.

## Enfants
- Ermentrude (908-?), épouse vers 934 le comte Godefroid de Juliers[7] (v.910-v.949), fils du comte Gérard Ier de Metz ;
- Gisèle (908-?), épouse vers 912 Rollon de Normandie ;
- Frédérune (vers 910-?) ;
- Rothrude (910-?) ;
- Adélaïde (911-?) ;
- Hildegarde (914-956)[8].